# Andrew Hannah
Andrew Boyd Hannah (ur. 17 września 1864 w Renton, zm. 29 maja 1940 w Clydebank) – szkocki piłkarz występujący na pozycji obrońcy.
Z zespołem Renton dwukrotnie zdobył Puchar Szkocji (1885, 1888), a z Evertonem wywalczył mistrzostwo Anglii w 1891.
W barwach Evertonu i Liverpoolu rozegrał łącznie 58 spotkań w Division One. Zadebiutował w tych rozgrywkach jako zawodnik Evertonu, 7 września 1889 w wygranym 3:2 meczu z Blackburn Rovers.
W reprezentacji Szkocji wystąpił jeden raz, 10 marca 1888 w wygranym 5:1 meczu British Home Championship z Walią.